# 李正姬

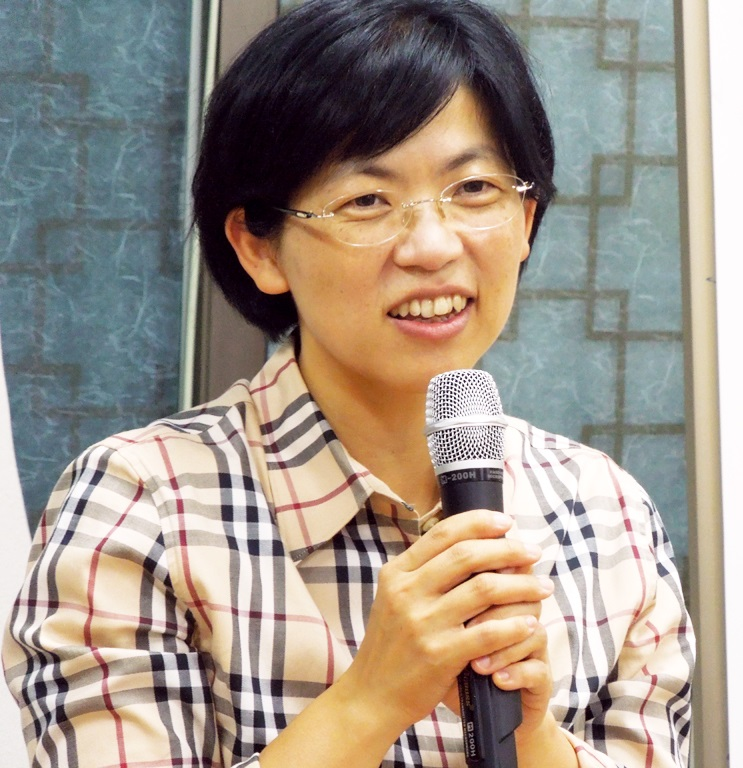
李正姬（2012年9月）

李正姬（韓語：이정희，1969年12月22日—）是韓國的政治人物和民主化運動家、律師，擔任18、19任韓國國會議員及2009年民主勞動黨黨魁，2012年统合进步党黨魁。2012年成為韓國總統選擧候選人。

## 生平
李正姬是首爾大學畢業後成為律師。為人權、女權運動者及人權律師。2008年擔任第18、19任韓國國會議員及民主勞動黨、同年任民主勞動黨副黨首。2009年任民主勞動黨黨首。
2012年民主勞動黨和開革國民黨的統合為统合进步党，作為在统合进步党的黨首被推選為總統候選人。同年4月韓國總統選擧候選人的候補，但在大选投票前三天宣布退选。改為支持民主統合黨的文在寅。
2014年12月19日，統合進步黨因作為親北政黨，被韓國憲法法院勒令解散，成為韓國民主化以來首個被解散的政黨，李正姬與另外四名議員被解除國會議員的資格。憲法法院裁定認為，按照統合進步黨的建黨理念，該黨試圖通過行使武力顛覆韓國的自由民主主義體制，並試圖修改韓國憲法，違反了民主主義的基本秩序。憲法法院還提及統合進步黨議員李石基組織的祕密集會，證實李石基為首的祕密組織計劃在戰爭爆發時與朝方合作，對韓國採取武力行動；因此在解散該政黨的同時，撤銷李石基等統合進步黨議員的議員資格。

## 外部連結
- 李正姬的倂店 
- 李正姬Blog （页面存档备份，存于） 